# Institut Curie
Institut Curie este o fundație recunoscută de utilitate publică creată în 1920 de Marie Skłodowska Curie. Activitățile sale principale sunt pe de o parte înțelegerea mecanismelor carcinogenezei, cu un centru de cercetare în chimie, biofizică, biologie celulară și oncologie, iar pe de altă parte tratarea cancerelor cu un complex spitalicesc. Institutul este membru al Universitatea Paris Sciences et Lettres. Motto-ul său este „Ansamblu, să profităm de cancer” (în franceză „Ensemble, prenons le cancer de vitesse”).